# زندیق
زندیق، معرّب واژه‌های زندیک یا زندیکیه است (به معنی مفسر زند)؛ یا زنادقه این واژه، توسط مسلمانان، در خصوص افرادی که تصور می‌شود نظرات یا عملکردهایی دارند که با نظرات بنیادی اسلام در تعارض است به کار می‌رود. مسلمانان، شروع به خواندن مانویان، زرتشتیان، مرتدان و کفار و برخی فلاسفه مخالف اسلام با عنوان زندیق نمودند؛ عنوانی که مجازات آن مرگ بود. از اواخر قرن هشتم میلادی (قرن دوم هجری) خلفای عباسی، شروع به شکار و قلع و قمع زندیق‌ها در مقیاس وسیع نموده و هر کس را که ظن زندیق بودن به وی می‌رفت از دم تیغ می‌گذراندند. در دوران جدید گاهی این لغت برای اشاره به پیروان مذاهب و فرقه‌هایی که در جامعه اسلامی ریشه گرفته اما توسط مسلمین سنتی، کفرآمیز یا دگرکیشی، محسوب می‌شود به کار می‌رود.

## زندقه در عربستان پیشا اسلامی
در میان منابع مربوط به تاریخ دورۀ پیشااسلامی، از زندقه به‌عنوان یکی از ادیان رایج در قبیلۀ قریش یاد شده است و شناخت معنای زندقه رایج در قریش از پرسش‌های مهمی است که ذهن تاریخ‌نگاران دورۀ پیشااسلامی به‌خود مشغول ساخته است، خصوصا اینکه ذکر رواج زندقه در قریش در آثار مربوط به قرن دوم هجری ثبت شده است و در این دوره، زندقه در معانی متعددی استفاده شده است..
هشام کلبی (م206ق) در خصوص ذکر ادیان موجود در میان قبائل اعراب و در ضمن معرفی قبائلی از اعراب که به دین یهود، مسیح و آئین مجوس درآمدند، اشاره کرده است که زندقه  در قبیله قریش جای خود را باز کرد. او از طریق مجاهد (م104 یا 105ق)، سند گزارش خود را به ابن عباس(م68ق) رسانده و چنین بیان داشته است: سبب ظهور زندقه در قریش، تجارت ایشان با اهل حیره بود که موجب مواجهه آنها با مسیحیان آن دیار شد و این مسیحیان حیره بودند که زندقه را به آنها آموختند. ابن‌کلبی از عقبه بن ابی معیط، ابی بن خلف، نضر بن حارث ، نبيه بن الحجاج ، منبه بن الحجاج، ولید بن مغیره و عاص بن وائل  به‌عنوان زنادقه قریش یاد می‌کند..  تحلیل این گزارش تاریخی، بر اساس دیگر شواهد تاریخی گویای آن است که مقصود از زندقه قریشیان، دهرگرایی به معنای نفی مبدأ یا معاد است. و تفسیر زندقه قریشیان به پیروی آنها از آئین مانی یا آئین مزدک قابل قبول نیست.

## مانی و زند
علی بن حسین مسعودی که در سال ۳۴۶ خورشیدی درگذشت، در مروج الذهب، در سخن از شاپور یکم از پدید آمدن مانی یادکرده، می‌نویسد، اسم زندقه با مانی پدید آمد و از کلمه زند که تفسیر اوستاست درآمده است، پیروان مانی را زندی گفتند برای اینکه دلبخواه خود اوستا را تأویل کنند.
کلمهٔ زند به معنی تفسیر اوستاست. زنتی در خود اوستا به معنی شرح و تفسیر یا گزارش، بسیار بکار رفته و مشتق است از مصدر «زن» که به معنی دانستن و شناخت است. «زنتی» یا «آزنتی» در گزارش پهلوی اوستا، به زند گردانیده شده است. بسیاری از نویسندگان زنادقه را از پیروان مانی دانسته و خود مانی را زندیق خوانده‌اند. در تاریخ طبری و ترجمهٔ فارسی آن تاریخ بلعمی چنین آمده است «مانی زندیق در زمان شاپور یکم بود و بیرون آمد و زندقه آشکار کرد.» قرن‌ها پیش از این نویسندگان، مورخ ارمنی، ازنیک که از معاصران ساسانیان است، از زندیک‌ها سخن می‌دارد. ازنیک کتاب خود را در میان سال‌های ۴۴۵ تا ۴۴۸ میلادی تألیف کرده و از عقاید دینی فرق زرتشتی زمان خود بحث می‌کند و از زندیک‌ها یعنی پیروان آیین مانی نام برده است، بنابراین کلمه پهلوی زندیک در روزگار خود در ساسانیان به مانویان اطلاق می‌شد. در قرون اولیه اسلام زندیق به مانوی و به همهٔ کسانی که دین‌ناباور و دهری یا مخالف اسلام بودند، اطلاق می‌گردید. روزبه دادویه معروف به ابن مقفع در سال ۱۴۰ هجری خورشیدی به گناه زندقه یعنی پیروی از آیین مانی، در بصره به فرمان ابوجعفر منصور دومین خلیفه عباسی در تنور سوزانیده‌شد.
البته پیروان مکتب خلافت از این عنوان برای مبارزه و سرکوب مخالفان خود بسیار استفاده می‌کردند آن‌ها از مناقشه و نقد حدیث به شدت جلوگیری می‌کردند هرچند مخالف عقل، وجدان و تاریخ قطعی باشد زیرا نقد حدیث به نقد، مناقشه و تشکیک در امور مهم‌تر و حساس تری می‌انجامید. چنان‌که برخی مزدوران و جیره خواران از محمد نقل کردندکه بین موسی و آدم محاجه‌ای روی داد، در این محاجه، آدم، موسی را محکوم کرد. یکی از حاضران پرسید: چه وقت آدم و موسی به هم رسیدند؟ خلیفه شخصاً دخالت کرد و دستور داد بساط چرم و شمشیری حاضر کنند و معترض را که در صدد فهم مطلب بود با این حجت که زندیقی است که حدیث رسول خدا را تکذیب کرده، بکشند.
اتهام به زندیقی گری آسان‌ترین وسیله ممکن برای خلاصی از کسی بود که نماز پشت سر خلیفه ستمگر را جائز نمی‌دانست.

## زنادقه سرشناس یا زندیق‌های منتسب در تاریخ اسلام
- بشّار بن بُرد
- ابن راوندی
- ابن مُقَفَّع
- ابوشاکر
- ابوتمار مطبب
- محمد ابن وراق
- یزدان پور باذان
- یزدان بخت
- علی ابن عبیده ریحانی
- ابوالخطاب محمد بن لبی
- زینب مغیره
- ابن سعید صالح
- منفذ بن زیاد هلالی
- عبداله بن داود
- صیمری
- عماره بن حمزه
- مطر بن ابی الغیث
- مطیع بن ایاس
- علی بن الخلیل
- حماد عجرد
- نعمان بن طالوت
- معن ابن زائده
- حماد بن زبرقان
- ابن الاعمی الحریزی[۱۲]
- ذوالنون مصری
- عبدالکریم ابن ابی‌العوجاء